# Streptococcus vestibularis
Streptococcus vestibularis är en grampositiv bakterie som tillhör släktet streptokocker.
Streptococcus vestibularis upptäcktes och beskrevs som en ny art 1988 efter att ha isolerats från vestibulära slemhinnor i männskliga munhålor. Bakterien är en del av den männskliga normalfloran i vestibulerna, dvs det är en bakterie som normalt förekommer hos männniskor.